# Liste des communes de la province de Drenthe
La province néerlandaise de Drenthe est constituée de 12 communes (depuis 1998).
| N⁰    | Commune        | Superficie totale | Superficie terre | Superficie mer | Population | Date population  | Densité (sup terre) | Maire               | Parti Politique |
| ----- | -------------- | ----------------- | ---------------- | -------------- | ---------- | ---------------- | ------------------- | ------------------- | --------------- |
| 1     | Aa en Hunze    | 278.88            | 276.35           | 2.53           | 25 241     | 1er janvier 2016 | 91.34               | Eric van Oosterhout | PvdA            |
| 2     | Assen          | 83.45             | 81.94            | 1.51           | 67 073     | 1er janvier 2016 | 818.56              | Marco Out           | Sans Étiquette  |
| 3     | Borger-Odoorn  | 277.89            | 275.27           | 2.62           | 25 369     | 1er janvier 2016 | 92.16               | Jan Seton           | CDA             |
| 4     | Coevorden      | 299.69            | 296.54           | 3.15           | 35 389     | 1er janvier 2016 | 119.34              | Bert Bouwmeester    | D66             |
| 5     | Emmen          | 346.25            | 336.40           | 9.85           | 107 620    | 1er janvier 2016 | 319.92              | Cees Bijl           | PvdA            |
| 6     | Hoogeveen      | 129.25            | 127.67           | 1.58           | 55 224     | 1er janvier 2016 | 432.55              | Karel Loohuis       | PvdA            |
| 7     | Meppel         | 57.03             | 55.69            | 1.34           | 32 791     | 1er janvier 2016 | 588.81              | Jan Westmaas        | CDA             |
| 8     | Midden-Drenthe | 345.87            | 341.01           | 4.86           | 33 449     | 1er janvier 2016 | 98.09               | Ton Baas            | VVD             |
| 9     | Noordenveld    | 205.32            | 200.99           | 4.33           | 31 043     | 1er janvier 2016 | 154.45              | Klaas Smid          | PvdA            |
| 10    | Tynaarlo       | 147.70            | 143.50           | 4.20           | 32 796     | 1er janvier 2016 | 228.54              | Marcel Thijsen      | Sans Étiquette  |
| 11    | Westerveld     | 282.74            | 278.81           | 3.93           | 18 946     | 1er janvier 2016 | 67.95               | Rikus Jager         | CDA             |
| 12    | De Wolden      | 226.35            | 224.77           | 1.58           | 23 729     | 1er janvier 2016 | 105.57              | Roger de Groot      | CDA             |
| TOTAL |                | 2 680.42          | 2 638.94         | 41.48          | 488 670    | 1er janvier 2016 | 185.18              |                     |                 |